# Лунъянся
Лунъянся (кит. трад. 龍羊峽水庫, упр. 龙羊峡水库, пиньинь Lóngyángxiá Shuǐkù) — второе по ёмкости после Трёх ущелий водохранилище в КНР. Расположено на реке Хуанхэ в провинции Цинхай.
Объём воды — 247 км³. Площадь поверхности — 383 км². Высота над уровнем моря — 2600 м.
В окрестностях водохранилища построены несколько крупных ГЭС, одна из которых носит то же название — Лунъянся. Ещё ряд гидроэлектростанций находится в стадии возведения.